# ボンドスティール基地
ボンドスティール基地（英：Camp Bondsteel）は、コソボにあるコソボ治安維持部隊 (Kosovo Force, KFOR) の指揮司令部である。

## 解説
コソボ東部のフェリザイ近郊に位置する。この基地はアメリカ合衆国陸軍率いる東部地域軍の基地であり、イタリア、ギリシャ、スイス、スロベニア、トルコ、ハンガリー、フィンランド、ポーランド(以上、五十音順)が兵員を派遣して支援している。この基地の名前は、名誉勲章受章者のアメリカ合衆国陸軍軍曹ジェームズ・L・ボンドスティールに由来する。
この基地は955エーカー(約3.86㎢)の土地から成る。基地建設時は２つの丘が整地して造成した。1999年8月には52のヘリパッドが基地施設の西部外周に建設され、ヘリコプター離着陸に対応した。基地建築物の多くが高床式(South East Asia huts)で建てられ、建築物は土壁(高さ2.5m)で囲まれている。

## 設備

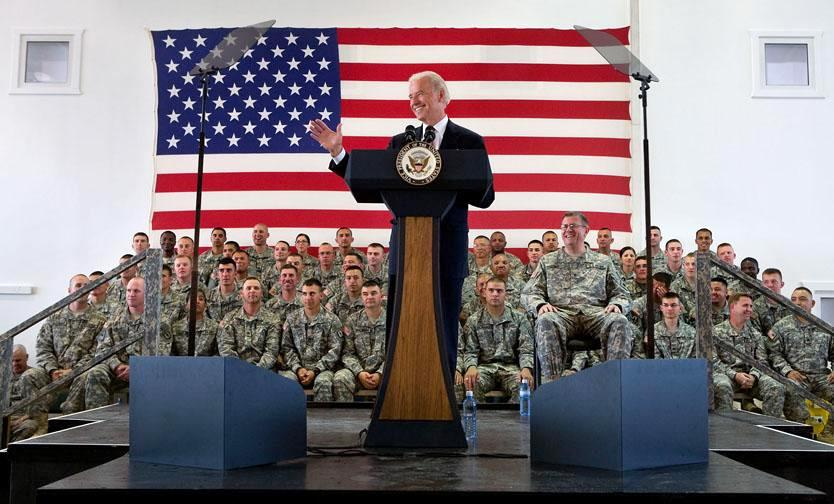
2009年5月に当時のアメリカ合衆国副大統領ジョーバイデンが訪問した際の写真。

ボンドスティール基地は第94工科建築大隊が、第864工兵大隊のA中隊および第568戦闘支援工兵中隊の支援を受けながら、ケロッグ・ブラウン&ルートコーポレーション(Kellogg, Brown & Root Corporation inc., KBR)と共同で建設した。KBRはこの基地運営の優先契約者でもあった。建築に際する企画、意匠、施工管理は第130工兵旅団の施行管理部門とアメリカ陸軍工兵司令部ボルチモア地区の人員が行った。

## 引用
1. ↑   DoD Flight Information Publication (Terminal) - High and Low Altitude Europe North Africa and Middle East. 6. St. Louis, Missouri: National Geospatial-Intelligence Agency. (2020). pp. 44
2. ↑   DoD Flight Information Publication (Enroute) - Supplement Europe, North Africa and Middle East. St. Louis, Missouri: National Geospatial-Intelligence Agency. (2021). pp. B-111